# Cheetos

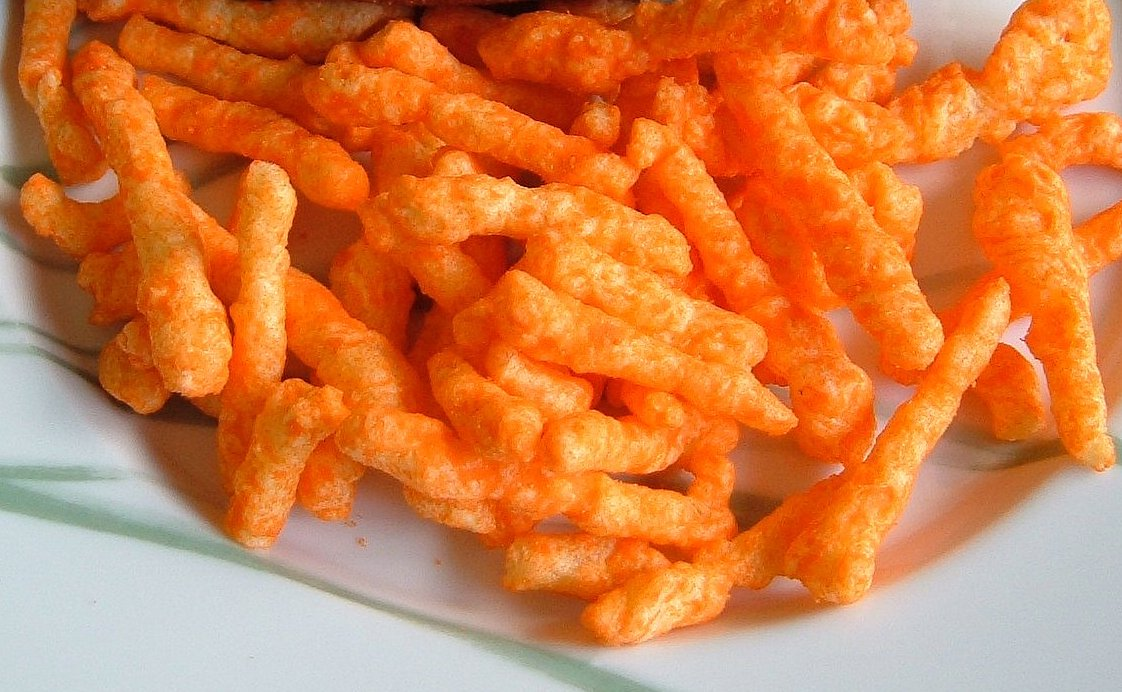
Cheetos

logo

Cheetos és una marca registrada que engloba diversos tipus de snacks de farina a blat de moro amb gust de formatge, distribuïda per Frito Lay, una empresa que el 1965 es va integrar en el grup multinacional PepsiCo.
La marca va aparèixer per primera vegada el 1948 com «Fritatos» i va ser inventada per Charles Elmer Doolin, el també creador de Fritos. S'elaboren mitjançant una barreja de blat de moro i aigua, que s'escalfa a pressió i després es deixa assecar. Quan la barreja pren contacte amb l'aire calent, el vapor que està present en la pasta s'expandeix i la massa s'infla. Després, se li afegeix el gust desitjat. Els primers Cheetos van ser petits trossets de blat de moro inflats amb gust de formatge, però la gamma de productes es va ampliar amb el pas dels anys amb altres formes, com pilotes de futbol, fantasmes i ratpenats. Hi ha múltiples varietats depenent del país on es comercialitzen.
La mascota és un guepard antropomòrfic d'aspecte prim i que vesteix ulleres de sol i sabatilles esportives, conegut com a Chester Cheetos. Va aparèixer per primera vegada el 1988 de forma provisional, però la seva popularitat entre el públic en va fer un dels símbols de la marca. Va arribar fins i tot a protagonitzar videojocs.
El producte va ser criticat perquè es fàbrica amb oli de palma, que encara no prové de plantacions sostenibles. Segons un compromís de la casa mare, des del 2020 la primera matèria hauria de procedir de producció sostenible. L'empresa i organitzacions ecològiques divergeixen en la seva apreciació d'aquest compromís.